# Кёлвульф I (король Мерсии)
Кёлвульф I (др.-англ. Ceolƿulf) был королём Мерсии, Восточной Англии и Кента с 821 по 823 год. Он был братом Кенвульфа, своего предшественника, и был свергнут Беорнвульфом.
Вильям Мальмсберийский заявил, что после Кенвульфа: королевство мерсийцев пришло в упадок и, если мне позволено будет употребить это выражение, стало почти безжизненным, не создав ничего достойного исторического увековечения. На самом деле у Мерсии действительно был момент славы, о котором Вильям не подозревал. Указывая на 822 год, в Анналах Камбрии говорится: Крепость Деганнви (в Гвинеде) разрушена саксами, и они взяли королевство Поуис под свой контроль.
Более поздняя хартия описывает тревожное положение дел во время правления Кёлвульфа I: После смерти Келвульфа, короля Мерсии, возникло много разногласий и бесчисленных споров между руководящими лицами всех мастей – королями, епископами и служителями церквей Божьих – по поводу всевозможных светских дел. В 823 году, где-то после 26 мая, когда он даровал землю архиепископу Вульфреду в обмен на золотой и серебряный сосуд, Кёлвульф I был свергнут. Его заменил Беорнвульф, чья родословная неизвестна.
Кёлвульф I правил Кентом непосредственно – в двух своих хартиях он назван королем мерсийцев и людей Кента.

## Семья
Кёлвульф I был сыном Кутберта и братом Кенвульфа (умер в 821 году) и Кутреда из Кента (умер в 807 году). Кенвульф правил как король Мерсии с 796 года до своей смерти в 821 году. В 798 году Кенвульф провозгласил своего брата Кутреда королем Кента. Кутред правил там до своей смерти в 807 году, после чего Кент вернулся к Мерсии. После смерти Кенвульфа в 821 году Кёлвульф I стал королём.
Имя жены Кёлвульфа I не записано, однако известно, что у них был один ребенок - Эльфледа.
Согласно традиции, сохранившейся в Ившеме, дочь Кёлвульфа I Эльфледа вышла замуж за Вигмунда, сына Виглафа, короля Мерсии в 827-839 годах. Виглафу унаследовал Беортвульф, а его сын Бертфрит стремился жениться на вдове короля Вигмунда, чтобы самому стать королём. Этому воспротивился Вигстан, сын Вигмунда и Эльфледы, и Бертфрит убил Вигстана в 849 году. Однако за пределами этой ившемской традиции нет никаких свидетельств о том, что Вигмунд когда-либо был королём. Альфред Смит предполагает, что Кёлвульф II, ставший королем после изгнания викингами короля Бургреда в 874 году, возможно, был ещё одним сыном Эльфледы и, таким образом, внуком Кёлвульфа I.